# Seznam poslancev Državnega zbora Republike Slovenije
Seznam poslancev Državnega zbora Republike Slovenije je krovni seznam, ki zajema sezname po posameznih mandatih:
- seznam poslancev 1. državnega zbora Republike Slovenije (1992–1996)
- seznam poslancev 2. državnega zbora Republike Slovenije (1996–2000)
- seznam poslancev 3. državnega zbora Republike Slovenije (2000–2004)
- seznam poslancev 4. državnega zbora Republike Slovenije (2004–2008)
- seznam poslancev 5. državnega zbora Republike Slovenije (2008–2011)
- seznam poslancev 6. državnega zbora Republike Slovenije (2011–2014)
- seznam poslancev 7. državnega zbora Republike Slovenije (2014–2018)
- seznam poslancev 8. Državnega zbora Republike Slovenije (2018–2022)
- seznam poslancev 9. Državnega zbora Republike Slovenije (od 2022)